# Tocilizumab
Tocilizumab (INN, atlizumab, Actemra, RoActemra) je imunosupresivni lek. On se prvenstveno koristi za lečenje reumatoidnog artritisa (RA) i sistemskog juvenilnog idiopatskog artritisa, teške forme RA kod dece. On je humanizovano monoklonalno antitelo protiv interleukin-6 receptora (IL-6R). Interleukin 6 (IL-6) je citokin koji ima važnu ulogu u imunskom odgovoru i koji je impliciran u patogenezi mnogih bolesti, uključujući autoimune bolesti, multipli mijelom i rak prostate.

## Literatura
- Hardman JG, Limbird LE, Gilman AG (2001). Goodman & Gilman's The Pharmacological Basis of Therapeutics (10. изд.). New York: McGraw-Hill. ISBN 0071354697. doi:10.1036/0071422803.
- Thomas L. Lemke; David A. Williams, ур. (2007). Foye's Principles of Medicinal Chemistry (6. изд.). Baltimore: Lippincott Willams & Wilkins. ISBN 0781768799.

## Spoljašnje veze
|  | Molimo Vas, obratite pažnju na važno upozorenje u vezi sa temama iz oblasti medicine (zdravlja). |